# تشارلي أوستن
تشارلي أوستن (بالإنجليزية: Charlie Austin)‏، هو لاعب كرة قدم إنجليزي يلعب في مركز الهجوم. ولد في يوم 5 يوليو 1989، في باركشير في إنجلترا. يلعب حالياً مع نادي وست بروميتش البيون وسبق له اللعب مع كوينز بارك رينجرز ونادي بيرنلي وسويندون تاون.

## روابط خارجية
- تشارلي أوستن على موقع قاعدة بيانات كرة القدم.إي يو (الإنجليزية)
- تشارلي أوستن على موقع Soccerbase.com (لاعب) (الإنجليزية)
- تشارلي أوستن على موقع Soccerway.com (الإنجليزية)
- تشارلي أوستن على موقع عالم كرة القدم.نت (الإنجليزية)
- تشارلي أوستن على موقع AS.com (الإسبانية)